# 日光菩薩

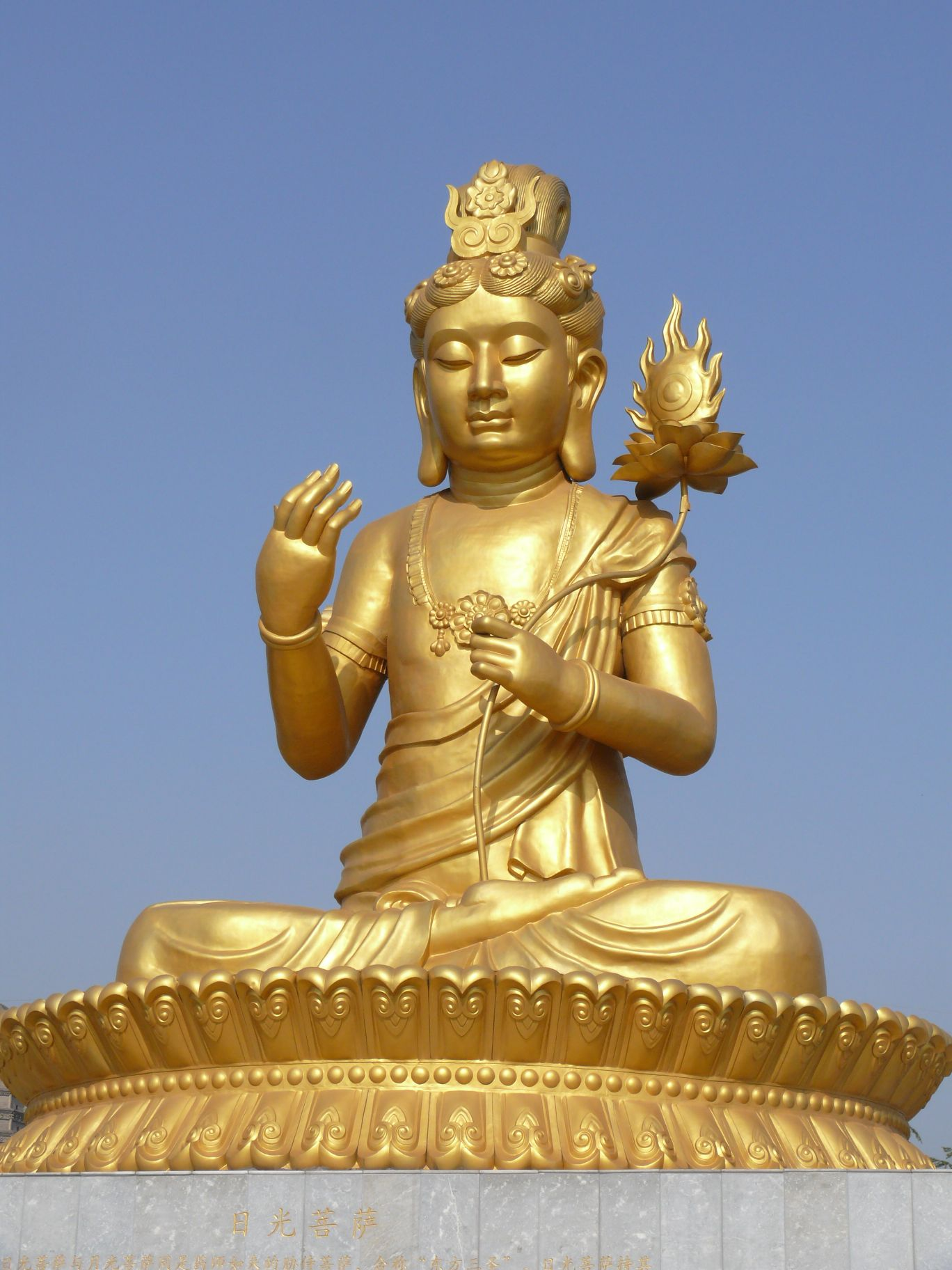
日光菩萨像，陕西省宝鸡市法门寺。

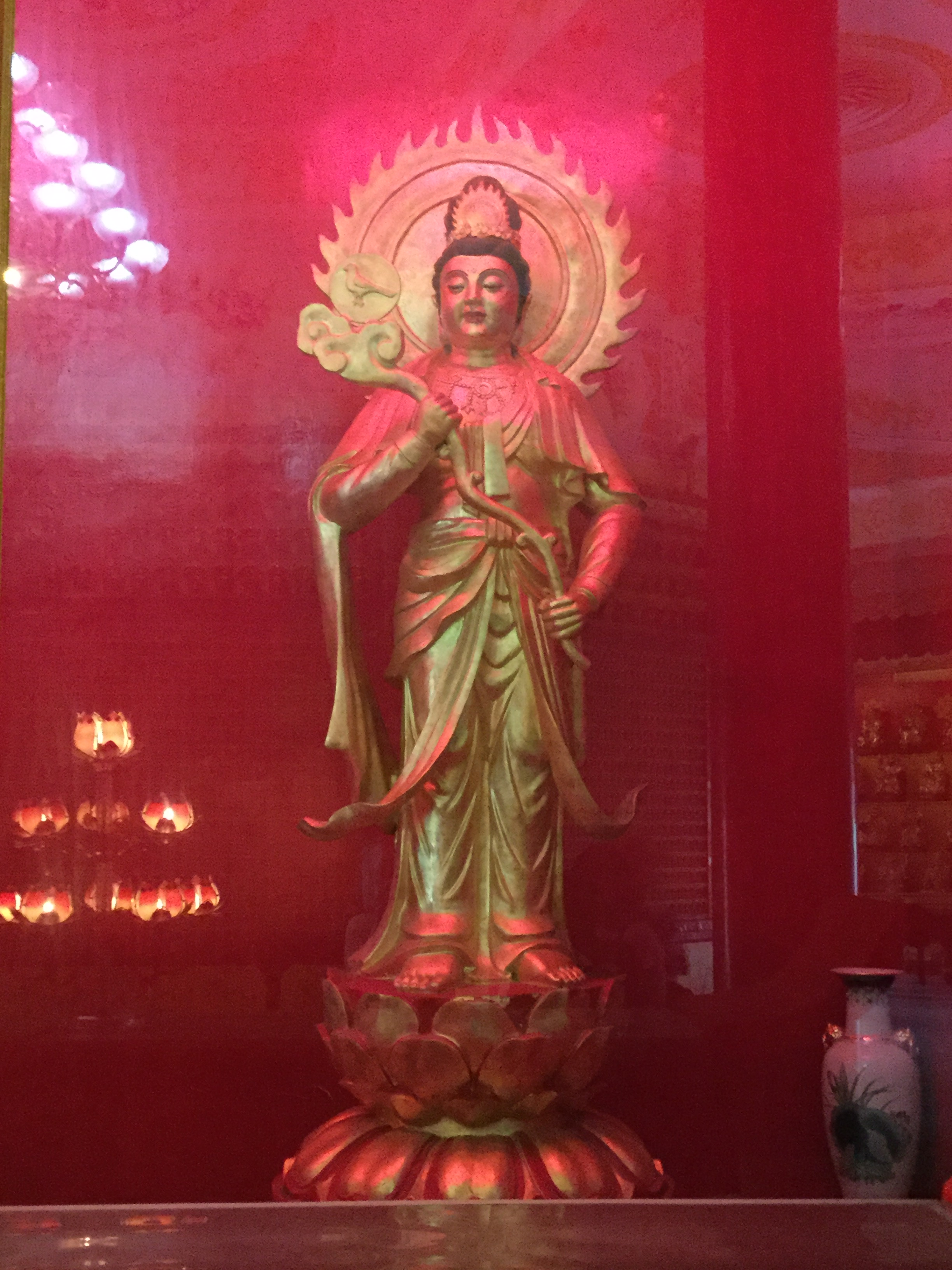
日光菩萨像，位于汕头市天坛花园九天玄女宝塔。

日光菩萨（梵語： Sūryaprabha），又称日光遍照菩萨、日光普照王菩薩或日曜菩萨，药师佛的左方脅侍，与右方脅侍月光菩萨在东方净琉璃世界中，與药师佛並稱東方三聖，是该佛国中无量菩萨众的上首菩萨。
由於諸佛同為一體，日光菩薩也屬於西方極樂世界二十五大菩薩之一。

## 渊源
日光菩萨、月光菩萨与药师佛的关系甚深。在久远的过去世，电光如来行化世间。当时有一位梵士，养育二子。发菩提心，誓愿拯救病苦众生。当时的电光如来对之甚为赞叹，劝梵士改名号为医王，二子改名为日照、月照。这位受电光如来咐嘱的梵士，成佛之后就是药师佛。二位子嗣也就是两大胁侍：日光菩萨、月光菩萨。当时的日照，就是后来的日光菩萨，月照，就是后来的月光菩萨。

## 地位
日光菩萨的名号，取「日放千光，遍照天下，普破冥暗」的意思。《藥師經》曰：「于其國中，有二菩薩摩訶薩：一名日光遍照，二名月光遍照，是無量無數菩薩之上首」。在藥師佛的無量菩薩眷屬裡，日光菩薩與月光菩薩是位居上首的重要菩薩，兩人秉持著藥師如來的正法寶藏。
中國民間信仰中，認為太陽星君就是佛家日光菩薩的化身。

## 形像
依《藥師儀軌布壇法》所載，日光菩薩身呈红色，乘於鹅座上，頭戴寶冠，冠中有日轮，右手执青莲花，花上有日轮相。

## 日光菩萨陀罗尼
日光菩萨与观世音菩萨有密切关系，凡觀音菩薩真言皆可以感召日光菩萨前來擁護。持诵《大悲咒》者，日光菩萨、月光菩薩会与无量神人来为作証，并增益其效验。凡是持诵大悲咒者，如能再持日光菩萨陀罗尼與月光菩薩陀羅尼（《大正藏》第二十册六六零页），则能辟除魔障及天灾，得不可思议善果报。

## 引用出處
1. ↑   (PDF).   [2019-03-18]. （原始内容存档 (PDF)于2019-08-19）.
2. ↑  .   [2019-03-18]. （原始内容存档于2019-06-09）.

## 其他參考資料
- 東方三聖

## 外部連結
- 佛光大辭典網絡版 （页面存档备份，存于）
- 藥師法門文彙 （页面存档备份，存于）
- 佛說月光菩薩 （页面存档备份，存于）
- 《月光菩薩經》